# Długołęka (województwo warmińsko-mazurskie)
Długołęka – wieś w Polsce położona w województwie warmińsko-mazurskim, w powiecie lidzbarskim, w gminie Lidzbark Warmiński.
| SIMC    | Nazwa     | Rodzaj    |
| ------- | --------- | --------- |
| 1046620 | Dobrujewo | część wsi |

W latach 1975–1998 miejscowość administracyjnie należała do województwa olsztyńskiego. Wieś znajduje się w historycznym regionie Warmia.